# 미하일 1세 키룰라리오스

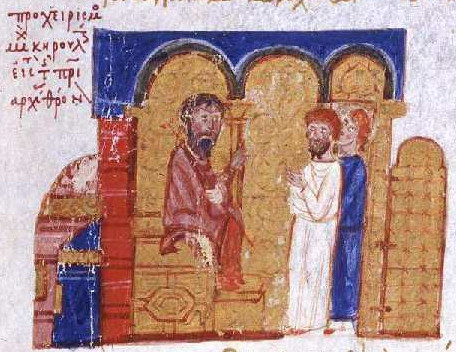
미카엘 케룰라리오스

미하일 1세 키룰라리오스(Μιχαήλ Α΄ Κηρουλάριος) 또는 미카엘 케룰라리우스(1000년경 - 1059년)는 1043년부터 1059년까지 콘스탄티노폴리스 총대주교였다. 1054년의 동서교회의 대분열 당시 동방 정교회의 수장으로 로마 가톨릭교회와의 분열에 직접적인 원인을 제공한 인물 중 하나가 되었다.
콘스탄티노폴리스에서 태어난 미카엘 케룰라리오스는 오랜기간 동안 관료생활을 하다가 미카엘 4세에 대한 역모에 연루되어 유배되었고 유베 중에 성직자의 길을 가게 되었다. 1043년 황제 콘스탄티누스 9세에 의하여 콘스탄티노폴리스 총대주교에 임명되었다.
당시 남이탈리아에 진출한 노르만족의 문제로 로마 교황 레오 9세는 비잔티움에 노르만 정복군을 요구했는데 비잔티움측은 이에 호응하여 동맹을 맺고자 했다. 그러나 완고한 성격의 미카엘 케룰라리오스는 이에 대하여 완강히 반대하였다. 케룰라리오스는 교황의 수위권을 반대하여 로마의 전례가 '유대교적'이라고 비난했고 교황을 "아버지"가 아닌 "형제"로 묘사한 편지를 보냈다. 교황 레오는 이에 발끈하여 무르무티에르의 추기경 훔베르트를 시켜 콘스탄티노폴리스로 비난의 편지를 가지고 가게하였다. 파견된 추기경 훔볼트와 다른 두 명의 사절단은 반그리스적 성향이었고 1054년 4월 콘스탄티노폴리스에 도착했다.
그러나 사절들은 총대주교와 동방교회의 태도에 불만을 품었고 케룰라리오스 또한 교황청의 사절들의 오만함에 화가 나서 양측의 긴장은 더욱 커졌다. 그러던 와중에 교황 레오가 죽었는데 양측의 교리가 계속 문제가 되자 교황의 사절단은 1054년 7월 16일 파문장을 하기아 소피아의 제단에 올려놓고 신발의 먼지를 터는 상징적인 행동으로 동방교회를 자극했다. 케룰라리우스는 시민들을 부추기고 파문장을 불태우고 세명의 교황사절단을 역으로 파문해버렸고 교단에서 교황의 이름을 지웠다. 이로써 동방교회와 서방교회는 서로의 성직자를 파문하고 그리스도교를 지금까지도 분열에 이르게 하는 대분열이 시작되었으며 1965년 제2차 바티칸 공의회에서 형식적으로 그 파문을 철회할 때까지 거의 900년 동안 분열되었다.
케룰라리우스는 계속 자신의 정치적 영향력을 행사하여 서방 제국과 화해하려는 콘스탄티누스에게 분열을 지지하라고 강요했다. 그러나 이사키우스 콤네누스가 미카엘 6세를 타도하고 황제가 되는 것을 도운 것을 기회로 이사키우스 1세에게 영향력을 행사하려다 1058년 실각했고 결국 추방되어 곧 죽었다.